# Tomi Ungerer
Tomi Ungerer, celým jménem Jean-Thomas Ungerer (28. listopadu 1931 Štrasburk – 9. února 2019 Cork) byl francouzský karikaturista, ilustrátor a spisovatel alsaského původu, představitel politické satiry a kontrakultury 60. let.

## Život
Pocházel z hodinářské dynastie, dětství prožil ve Štrasburku a Wintzenheimu, kde zažil německou okupaci Alsaska a boje o Colmarskou kapsu na konci války. Pro kázeňské prohřešky nedokončil École supérieure des arts décoratifs de Strasbourg, sloužil u cizinecké legie a cestoval po Evropě. Od roku 1956 žil v New Yorku, kde pracoval pro nakladatelství Harper & Row, o rok později vydal svoji první dětskou knihu The Mellops Go Flying a stal se umělcem na volné noze. Později žil v Kanadě a od roku 1976 do smrti v Irsku.

## Tvorba
Vydal více než 140 publikací. Různými technikami vytvořil okolo čtyřiceti tisíc výtvarných děl, jeho styl byl inspirován Honoré Daumierem a Saulem Steinbergem. Podle jeho předlohy natočil Gene Deitch film Tři loupežníci. Spolupracoval s periodiky jako The New York Times, Esquire, The Village Voice, Playboy nebo Charlie Hebdo, dělal reklamy pro firmy Bonduelle, Pepsi nebo Trans World Airlines, podílel se na úspěšné volební kampani Willyho Brandta v roce 1972. Vytvářel filmové plakáty i politické karikatury, v nichž odsuzoval válku ve Vietnamu a rasovou diskriminaci. Jeho tvorba se vyznačovala smyslem pro absurditu a černý humor, erotická otevřenost knihy Formicon mu vynesla soudní žalobu pro obscenitu. V roce 1988 navrhl Janusovu fontánu v rodném Štrasburku. Podporoval evropskou integraci a byl ambasadorem Rady Evropy pro otázky vzdělání.
V roce 2007 bylo ve Štrasburku otevřeno Musée Tomi-Ungerer – Centre international de l'illustration. Kolekce je děl je uložena v Německé národní knihovně. Americký režisér Brad Bernstein o něm v roce 2012 natočil celovečerní dokument Far Out Isn't Far Enough: The Tomi Ungerer Story.

## Ocenění
- Řád umění a literatury (1984)
- Řád čestné legie (1990)
- Cena Hanse Christiana Andersena (1998)
- Řád akademických palem (2004)
- Cena Berlínské akademie (2008)

## Galerie

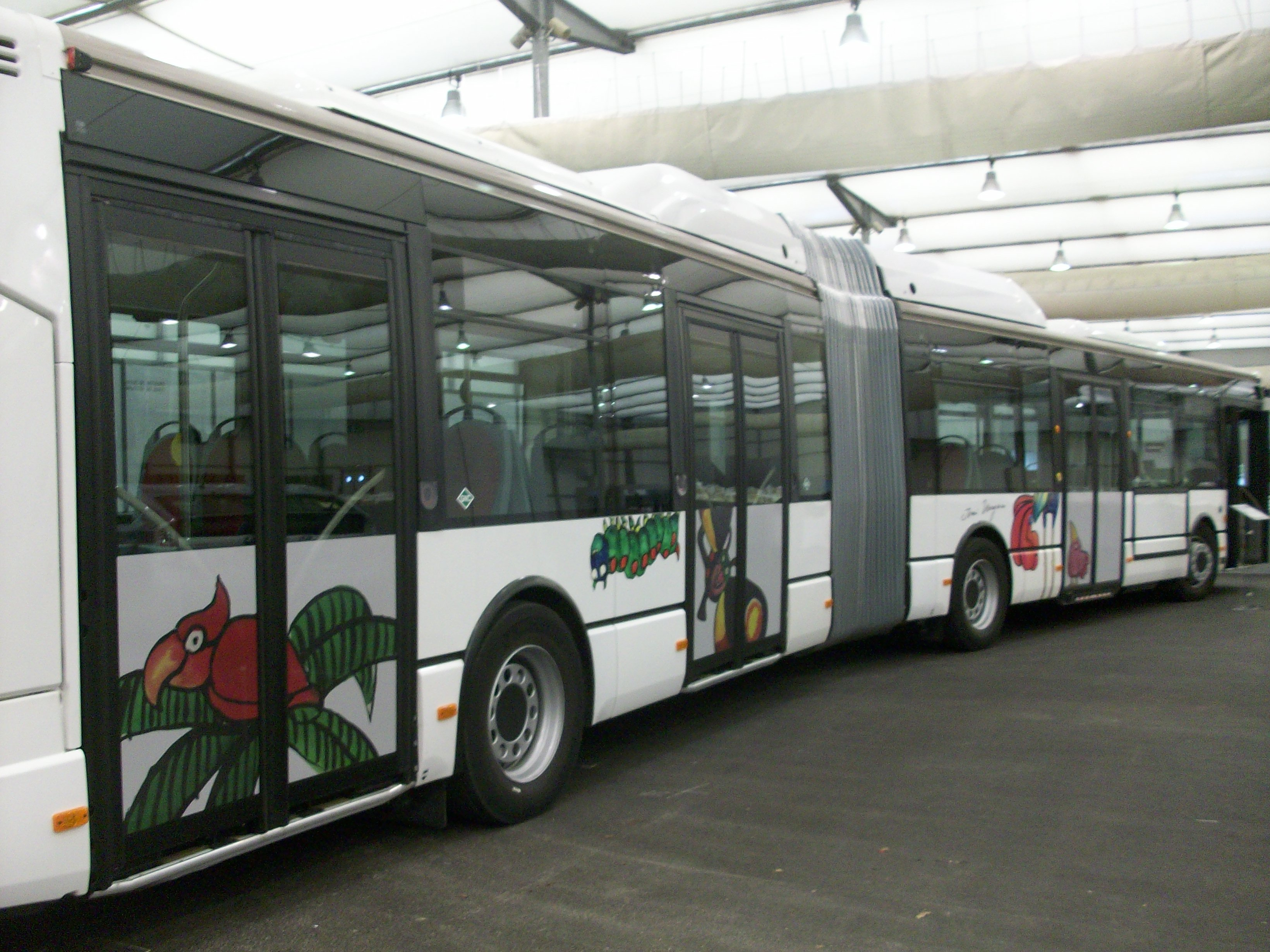
Autobus štrasburské MHD podle Ungererova designu
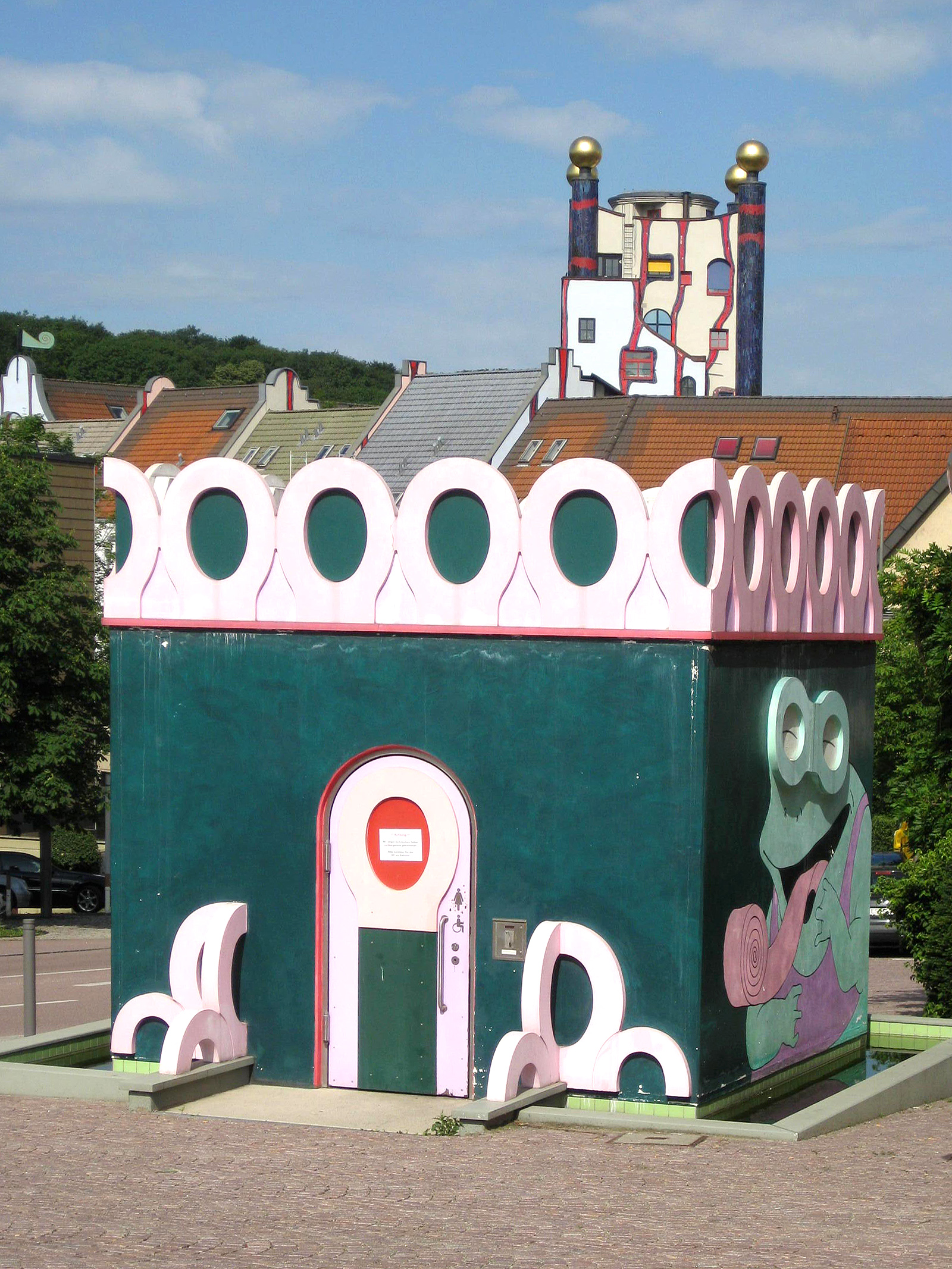
Veřejné záchodky v Plochingenu